# Richard Bukacki
Richard Bukacki (Axel, 23 maggio 1946 – Sint-Niklaas, 12 gennaio 2024) è stato un ciclista su strada olandese professionista dal 1970 al 1982, ottenne complessivamente 16 vittorie tra i professionisti.

## Carriera
Venne introdotto nel mondo del ciclismo dal fratello maggiore Karl, poi ritiratosi dalle competizioni nel 1970 a causa di un infortunio.
Nel 1969 corse in maglia verde alla Vuelta per cinque giorni, terminando quarto in questa speciale classifica.
Nel 1970 su pista vinse una prova a squadre di velocità, insieme con Henk Nijdam, Harm Ottembros, Gerard Vianen e Jan Harings.
I giornalisti olandesi Gijs Zandbergen e Wout Koster scrissero un libro dedicato alla sua vita nel 1986, in Un ciclista che pedala non alza la mano.
Velocista dalle doti notevoli, ebbe tra i suoi avversari principali nelle volate Marinus Wagmans, Walter Godefroot, Roy Schuiten, Aad van den Hoek e Adrien van Damme.
Morì a Sint-Niklaas il 12 gennaio 2024, dopo una breve malattia, all'età di 77 anni.

## Palmarès (parziale)
- 1969

Memorial Fred De Bruyne
- 1972

Memorial Fred De Bruyne
- 1975

Gullegem Koerse
1980
Grand Prix Raf Jonckheere

## Piazzamenti

### Grandi giri
- Vuelta a Espana

1969: ritirato

### Classiche monumento
- Milano-Sanremo

1970: 144°